# Epipsocidae
Epipsocidae es una familia de insectos en Psocodea perteneciente al suborden Psocomorpha, que incluye por ejemplo los géneros  Bertkauia, Epipsocus, Epipsocopsis, Goja, y el Dicropsocus endémico de Nueva Guinea. Esta familia está organizada en 16 géneros con más de 140 especies. La única especie europea de esta familia es la (casi siempre) aptera Bertkauia lucifuga. Al igual que otros miembros del infraorden Epipsocetae, Epipsocidae posee un labro con dos bordes esclerotizados. Los epipsocidos son piojos de la corteza que habitan básicamente en zonas tropicales, una de sus características distintivas es la superficie peluda ventral de su ala anterior.